# Lennart Hanning
Lennart Hanning, född Karl Lennart Hanning, född 29 januari 1935 i Jokkmokk Lappland, är en svensk kompositör.

## Filmmusik och musikarrangör
- 1966 - Trettio pinnar muck

## Fotnoter
1. ↑  Discogs, Discogs artist-ID: 2516665, läst: 9 oktober 2017.[källa från Wikidata]